# 佩列韋列季夫
50°29′30″N 25°31′3″E / 50.49167°N 25.51750°E
佩列韋列季夫（烏克蘭語：Перевередів），是烏克蘭西北部的村莊，隸屬里夫內州的杜布諾區。該村始建於1600年，面積6.27平方公里，海拔高度187米，2001年人口441，人口密度每平方公里70.3人。